# Visita de Estado aos Estados Unidos

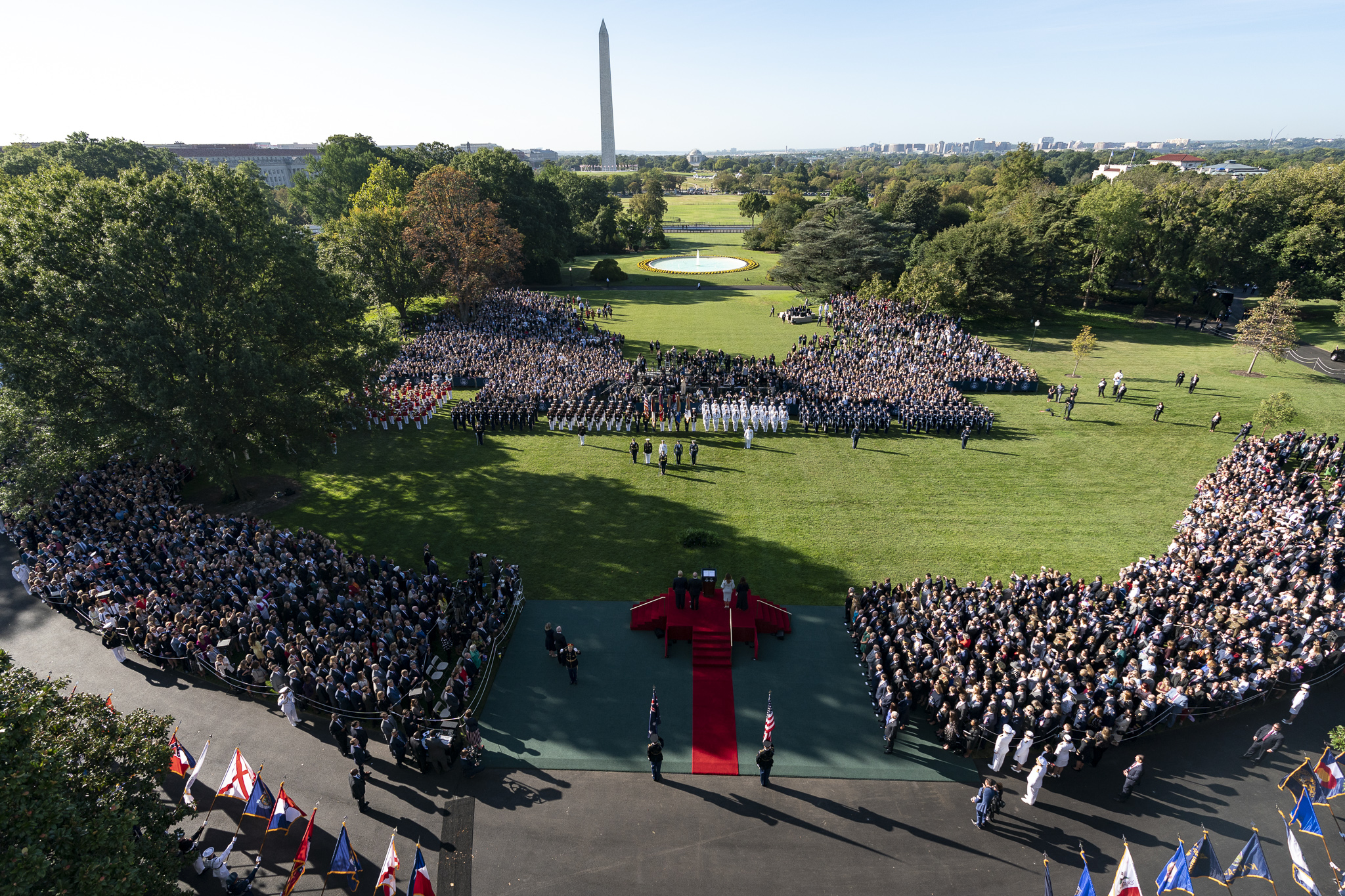
A cerimônia de chegada à Casa Branca é um evento central das visitas de Estado aos Estados Unidos.

As visitas de Estado e visitas oficiais aos Estados Unidos são visitas formais de um chefe de Estado (visita de estado) ou chefe de governo (visita oficial) de um país aos Estados Unidos, durante as quais o Presidente dos Estados Unidos atua como anfitrião oficial do visitante. As visitas de Estado são consideradas a mais alta expressão de relações bilaterais amistosas entre os Estados Unidos e outras nações e são, em geral, caracterizadas por uma ênfase em cerimônias públicas oficiais.
A primeira visita de um líder estrangeiro aos Estados Unidos foi a visita oficial do então independente Reino do Havaí em 1874; seguida pela visita de Estado do Império do Brasil em 1876. Desde então, vários chefes de Estado e de governo foram recebidos formalmente pelo Presidente dos Estados Unidos em Washington, D.C.. Além de visitas oficiais e de Estado, os Estados Unidos também recebem dignitários estrangeiros em visitas oficiais de trabalho, que são principalmente viagens funcionais que ocorrem com menor grau de solenidade.

## Terminologia
As visitas de Estado são visitas aos Estados Unidos lideradas por um chefe de Estado estrangeiro agindo em sua capacidade soberana e são, portanto, descritas como uma "visita de (nome do Estado)". As visitas de Estado só podem ocorrer sob convite do Presidente dos Estados Unidos, atuando na qualidade de chefe de Estado estadunidense. As visitas oficiais, ao contrário, são geralmente visitas do chefe de governo de um Estado estrangeiro. Assim como as visitas de Estado, elas só podem ocorrer após convite do Presidente dos Estados Unidos, mas na qualidade de chefe do governo federal norte-americano. A visita de um príncipe herdeiro também pode ser classificada como visita oficial. As visitas de Estado e oficiais geralmente consistem em uma estadia de quatro dias em Washington, D.C., durante a qual são realizadas uma série de cerimônias de acolhida.
As visitas de Estado aos Estados Unidos são sempre retribuídas, posteriormente, com uma visita de Estado dos Estados Unidos. Além disso, a política diplomática estadunidense é não receber mais do que uma visita de Estado de qualquer nação em um período de quatro anos. Por conta de tais protocolos, algumas visitas de chefes de Estado estrangeiros costumam ser classificadas como visitas oficiais e não como visitas de Estado.
O Departamento de Estado dos Estados Unidos classifica também as visitas de trabalho e visitas oficiais de trabalho, que são de natureza amplamente funcional e com finalidade de tratar de negociações, reuniões ou assinaturas de tratados. As visitas privadas são visitas de um chefe de Estado ou chefe de governo aos Estados Unidos por motivos pessoais, como lazer, negócios pessoais ou tratamento médico.

## História

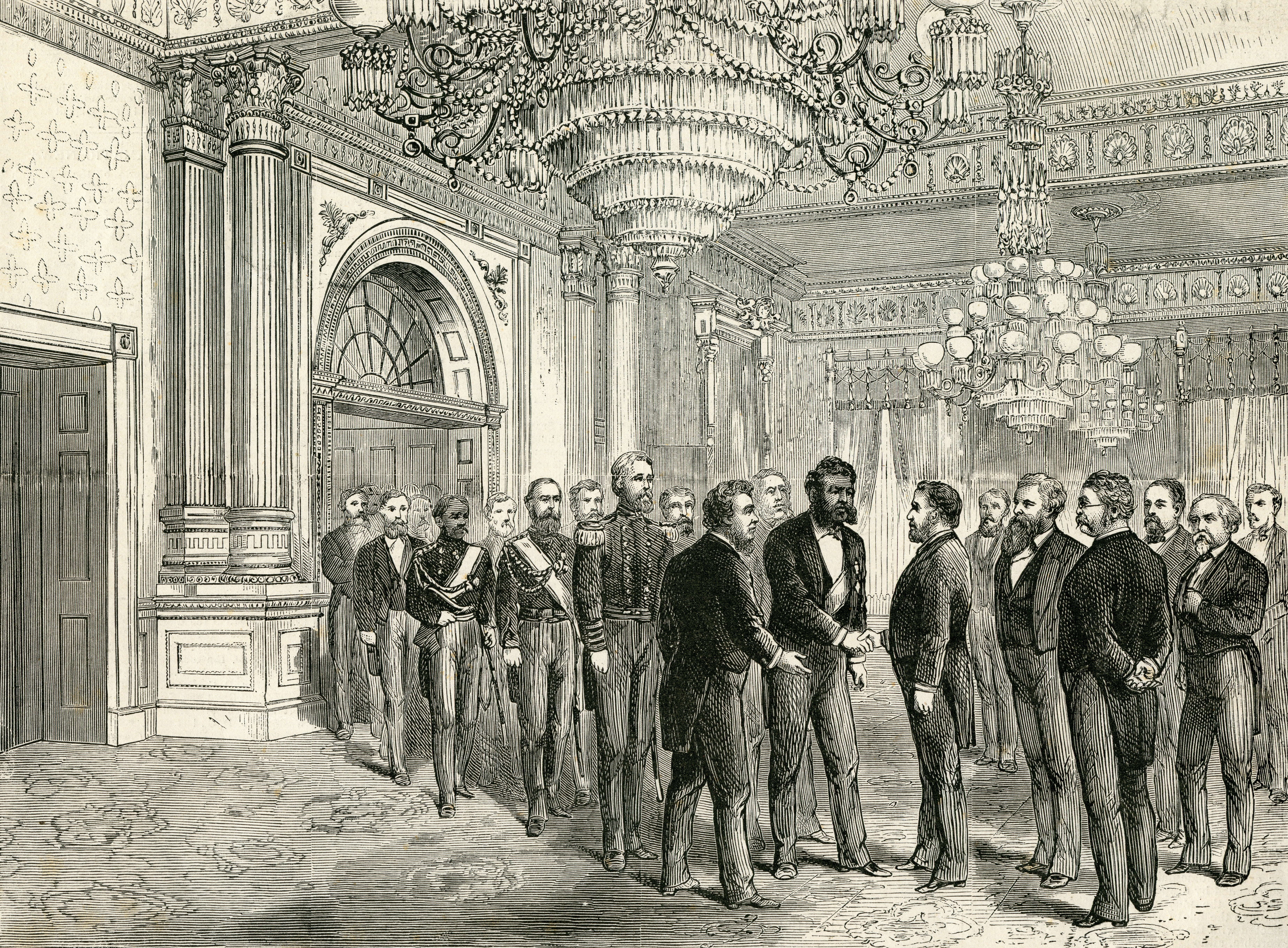
Ulysses S. Grant recebe Kalākaua a visita de Estado do Reino do Havaí em 1874.

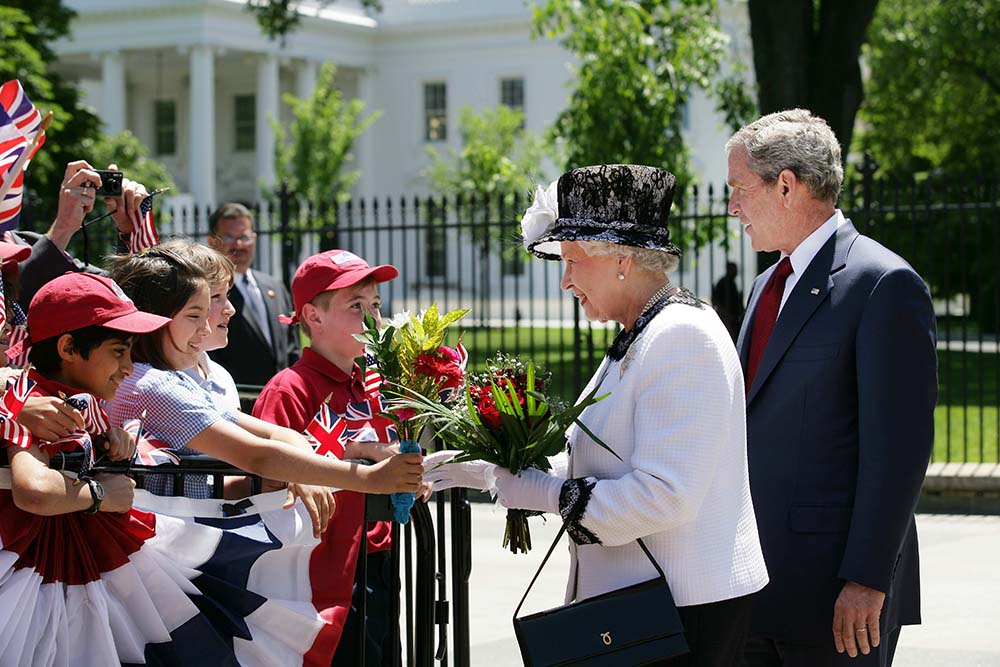
Isabel II do Reino Unido foi um dos chefes de Estado mais frequentes em solo estadunidense.

Devido ao isolamento geográfico inicial dos Estados Unidos, a primeira visita de um chefe de Estado estrangeiro ocorreu apenas um século após a independência, quando o Rei Kalākaua do Reino do Havaí visitou o país em dezembro de 1874. Seguiu-se, dois anos depois, a visita de Pedro II do Brasil que incluiu uma série de passagens por cidades da Costa Leste e uma participação na Exposição Universal de 1876.
Visitas de Estado e oficiais são eventualmente controversas. Uma visita de Estado discutida pela China em 1995, por exemplo, nunca se materializou depois que o gabinete de Bill Clinton decidiu que não estava disposto a enfrentar as possíveis críticas do Congresso. Clinton estendeu um convite privado a Jiang Zemin para uma reunião menos formal na Casa Branca, mas o governo chinês (representado pelo Ministro das Relações Exteriores Qian Qichen) recusou "com base não em qualquer discordância substancial, mas na insistência da China de que Jiang merecia um tratamento formal".
A decisão de um país em recusar um convite ou ou cancelar uma visita de Estado ou oficial já acordada pode ser interpretada como uma repreensão aos Estados Unidos no cenário internacional. Em 1986, por exemplo, Hassan II de Marrocos cancelou uma visita ao país. Embora o governo marroquino citasse o cansaço pessoal do monarca como o motivo, o cancelamento foi amplamente percebido como uma expressão de deterioração das relações bilaterais entre as nações. Em 2013, a Presidente do Brasil Dilma Rousseff cancelou uma visita de Estado planejada aos Estados Unidos após revelações de que a Agência de Segurança Nacional havia espionado comunicações do governo brasileiro.

## Atividades cerimoniais
Uma grande variedade de atividades cerimoniais ocorre durante as visitas aos Estados Unidos. A ordem específica de ocorrência varia de acordo com o itinerário do visitante e é determinada antecipadamente durante as negociações entre agentes de protocolo dos Estados Unidos e do Estado visitante. No entanto, as atividades permitidas e a forma que elas assumem seguem geralmente um cronograma que leva em conta a classificação do visitante e a natureza da visita.
| Tipo                       | Tipo de visitante               | Duração média | Honras militares | Jantar de Estado | Banquete de Estado | Cerimônia de chegada (Casa Branca) | Cerimônia de chegada (O Pentágono) | Troca de presentes | Estadia na Blair House | Visita ao Congresso |
| -------------------------- | ------------------------------- | ------------- | ---------------- | ---------------- | ------------------ | ---------------------------------- | ---------------------------------- | ------------------ | ---------------------- | ------------------- |
| Visita de Estado           | Chefe de Estado                 | 4 dias        | Sim              | Sim              | Talvez             | Sim                                | (em norueguês)                     | Sim                | Sim                    | Talvez              |
| Visita oficial             | Chefe de governo                | 4 dias        | Sim              | Sim              | Sim                | Sim                                | Não                                | Sim                | Sim                    | Talvez              |
| Visita oficial de trabalho | Chefe de EstadoChefe de governo | 3 dias        | Sim              | Talvez           | Sim                | Não                                | Sim                                | Talvez             | Talvez                 | Talvez              |
| Visita de trabalho         | Chefe de EstadoChefe de governo | 3 dias        | Sim              | Não              | Talvez             | Não                                | Não                                | Não                | Talvez                 | Talvez              |
| Visita privada             | Chefe de EstadoChefe de governo | Indeterminada | Não              | Não              | Não                | Não                                | Não                                | Não                | Não                    | Não                 |

### Cerimônia de chegada
Para visitas de Estado e oficiais, uma cerimônia formal de chegada normalmente costuma ser realizada pelo Presidente dos Estados Unidos no Gramado Sul da Casa Branca na manhã seguinte à chegada do dignitário aos Estados Unidos. A cerimônia de chegada foi oficializada como parte da agenda presidencial na década de 1940. O Chefe de Pessoal da Casa Branca (White House Chief Usher) é o principal responsável pelos preparativos da cerimônia de chegada de um líder estrangeiro.
A cerimônia oficial de chegada é conduzida por um comitê civil de boas-vindas, bem como por um grande número de militares do 3.º Regimento de Infantaria dos Estados Unidos, da Guarda Cerimonial da Marinha dos Estados Unidos, da Guarda de Honra da Força Aérea dos Estados Unidos, da Guarda de Honra da Guarda Costeira dos Estados Unidos e demais órgãos federais selecionados.
Para as visitas oficiais de trabalho, uma cerimônia de recepção diferenciada costuma ser realizada no pátio interno do Pentágono, em detrimento do Gramado Sul da Casa Branca. Por conseguinte, este tipo de cerimônia de chegada é liderada pelo Secretário de Defesa e não pelo Presidente dos Estados Unidos.
Na cerimônia de recepção de Estado, a Bateria de Saudação Presidencial dispara saraivadas de canhão a partir do President's Park, a área de parques circundantes à Casa Branca, durante a execução do hino nacional do país visitante.

#### Ordem de eventos da cerimônia de chegada à Casa Branca
| Evento                    | Imagem | Acompanhamento musical                              | Descrição |
| ------------------------- | ------ | --------------------------------------------------- | --- |
| Chegada do Presidente     |        | "Hail to the Chief"                                 | Pouco antes da chegada prevista do dignitário visitante, o Presidente dos Estados Unidos chega ao Pórtico Sul da Casa Branca através da Sala de Recepção Diplomática. |
| Chegada do visitante      |        | "Call to Statesmanship"                             | Contigentes militares abrem as portas do veículo do visitante após sua chegada (a Casa Branca parou de empregar funcionários civis para esta cerimônia em 1950). |
| Cumprimento de delegações |        | –                                                   | Após uma troca de cumprimentos, o Presidente e a Primeira-dama apresentam o visitante e seu cônjuge à comitiva de boas-vindas, que se posiciona à direita de um palco principal provisório. A comitiva de boas-vindas é composta pelo Vice-presidente e membros selecionados do Gabinete dos Estados Unidos e do Estado-Maior Conjunto. |
| Honras                    |        | Hino nacional estrangeiro"The Star-Spangled Banner" | Honras são prestadas ao Estado visitante; a escolta militar é chamada à atenção e as bandas marciais presentes (Banda da Marinha, Banda da Força Aérea ou a Banda do Exército dos Estados Unidos) executam o hino nacional do país visitante. The Star-Spangled Banner, o hino nacional dos Estados Unidos, é executado em seguida. |
| Inspeção de tropas        |        |                                                     | Após a execução dos hinos nacionais, o presidente estadunidense e o líder visitante inspecionam a escolta militar presente. A inspeção de tropas é realizada sob uma marcha executada pela banda marcial presente. Apesar do protocolo diplomático estadunidense não especificar o acompanhamento musical desta parte da cerimônia, normalmente costuma-se executar marchas militares tradicionais.                                                                                              |
| Revista às tropas         |        | "Yankee Doodle"The British Grenadiers"              | Quando o Presidente dos Estados Unidos e o líder visitante retornam ao palco provisório, a banda do 3º Regimento de Infantaria dos Estados Unidos conduz uma revisão às tropas. O batalhão marcha em passo normal ao redor do Gramado Sul da Casa Branca e acentua brevemente ao passo de tropa diante dos dignitários. |
| Saudação                  |        | –                                                   | Após a revista às tropas, o Presidente dos Estados Unidos discursa no palco provisório e costuma dar boas-vindas ao líder estrangeiro e comentar os laços culturais ou políticos que unem as duas nações. O líder visitante costuma discursar logo em seguida repetindo os votos. |
| Retirada                  |        | "Presidential Processional"                         | O Presidente dos Estados Unidos e o líder visitante seguem para o interior Casa Branca subindo as escadarias laterais que conduzem à Sala Azul. No entanto, o protocolo pode ser alterado de acordo com o desejo do visitante e a entrada ser realizada através da Sala de Recepção Diplomática no andar térreo da residência. |
| Livro de visitas          |        | –                                                   | O líder visitante é conduzido à Sala Azul, onde posa para fotos oficiais com o Presidente dos Estados Unidos e assina o livro de visitas da Casa Branca. |
| Troca de presentes        |        | –                                                   | O Presidente dos Estados Unidos e o líder visitante seguem para a Sala Vermelha, onde serão trocados presentes diplomáticos. Os verdadeiros presentes são dispostos no local com antecedência pelos encarregados de protocolo e não serão manuseados fisicamente pelos mandatários. Um objeto recebido pelo Presidente estadunidense é posteriormente transferido para os Arquivos Nacionais para avaliação enquanto alimentos presenteados são destruídos para evitar consumo pelo presidente.) |
| Banquete de Estado        |        | –                                                   | Caso o Departamento de Estado não ofereça um almoço comemorativo, a cerimônia de recepção de um mandatário estrangeiro é encerrada com um almoço privado realizado na Casa Branca. Se um almoço do Departamento de Estado estiver planejado, a delegação visitante é conduzida ao Salão Oval para uma sessão de fotos oficiais, após a qual a delegação segue para Foggy Bottom. |

### Acomodação oficial

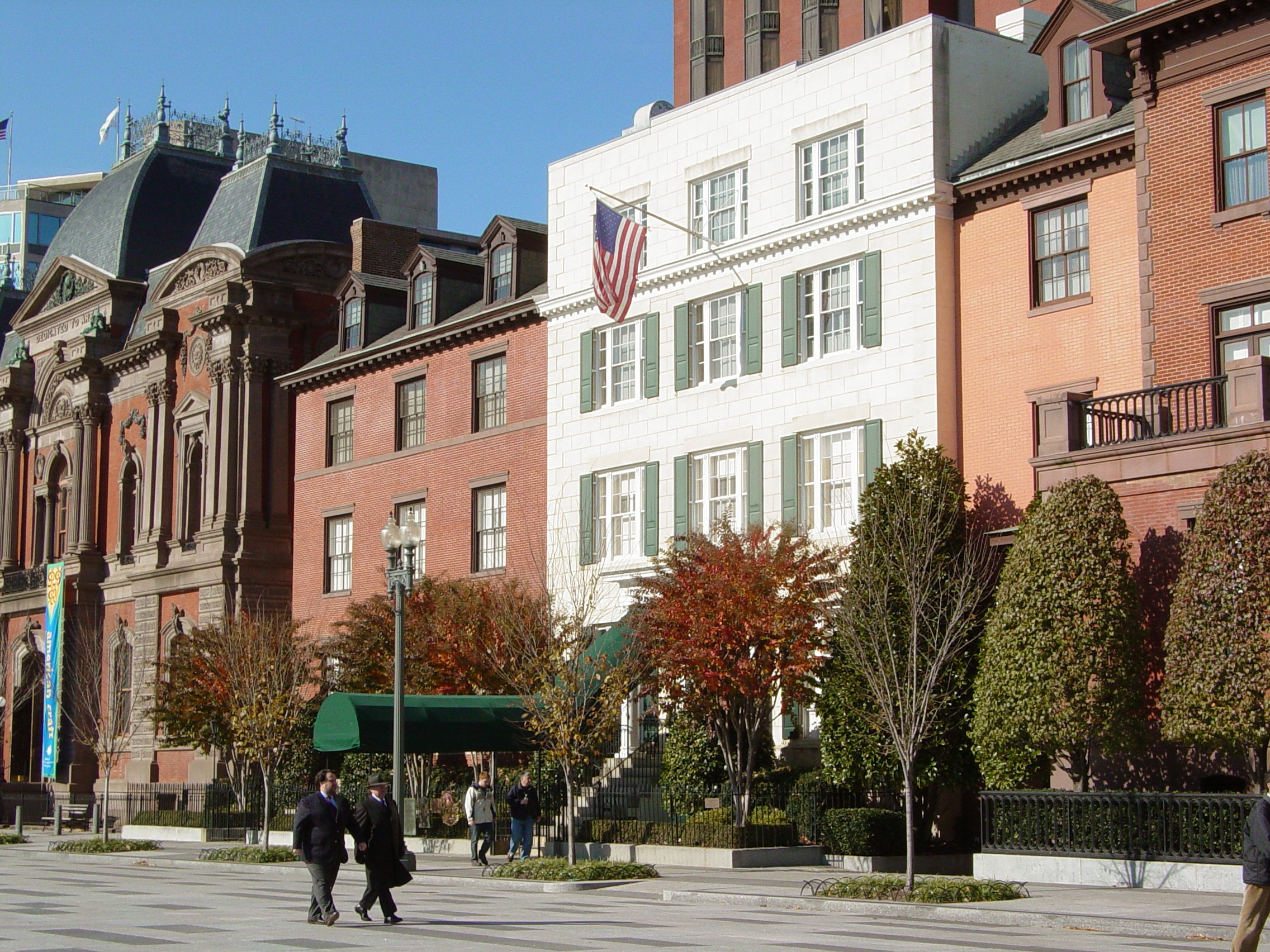
Blair House, nas proximidades da Casa Branca, serve de acomodação oficial para líderes estrangeiros.

Durante as visitas de Estado e oficiais, o líder visitante é convidado a utilizar a President's Guest House (também conhecida como Blair House), uma residência de 119 cômodos nas proximidades da Casa Branca. Durante a residência de um dignitário estrangeiro, o estandarte oficial do dignitário é hasteado no mastro do edifício. Em casos de dignitários que não possuem estandartes oficiais, fachada do prédio é assinalada com a bandeira nacional de seu país. Nas ocasiões em que dois ou mais visitantes estrangeiros de igual nível visitam Washington, D.C. para encontro com o Presidente norte-americano, nenhum deles é convidado a se hospedar na Blair House para evitar transparecer favoritismo nas relações diplomáticas.
Alguns dignitários visitantes com quem o presidente em exercício possui um relacionamento pessoal foram convidados a ficar nos quartos de hóspedes da Casa Branca, uma suíte de quartos no canto sudeste do segundo andar da residência que inclui Lincoln Bedroom e Queens' Bedroom. Durante a presidência de Bill Clinton, a Rainha Sônia da Noruega e o Primeiro-ministro britânico John Major estiveram hospedados no setor de hóspedes da Casa Branca. 

### Almoço do Departamento de Estado

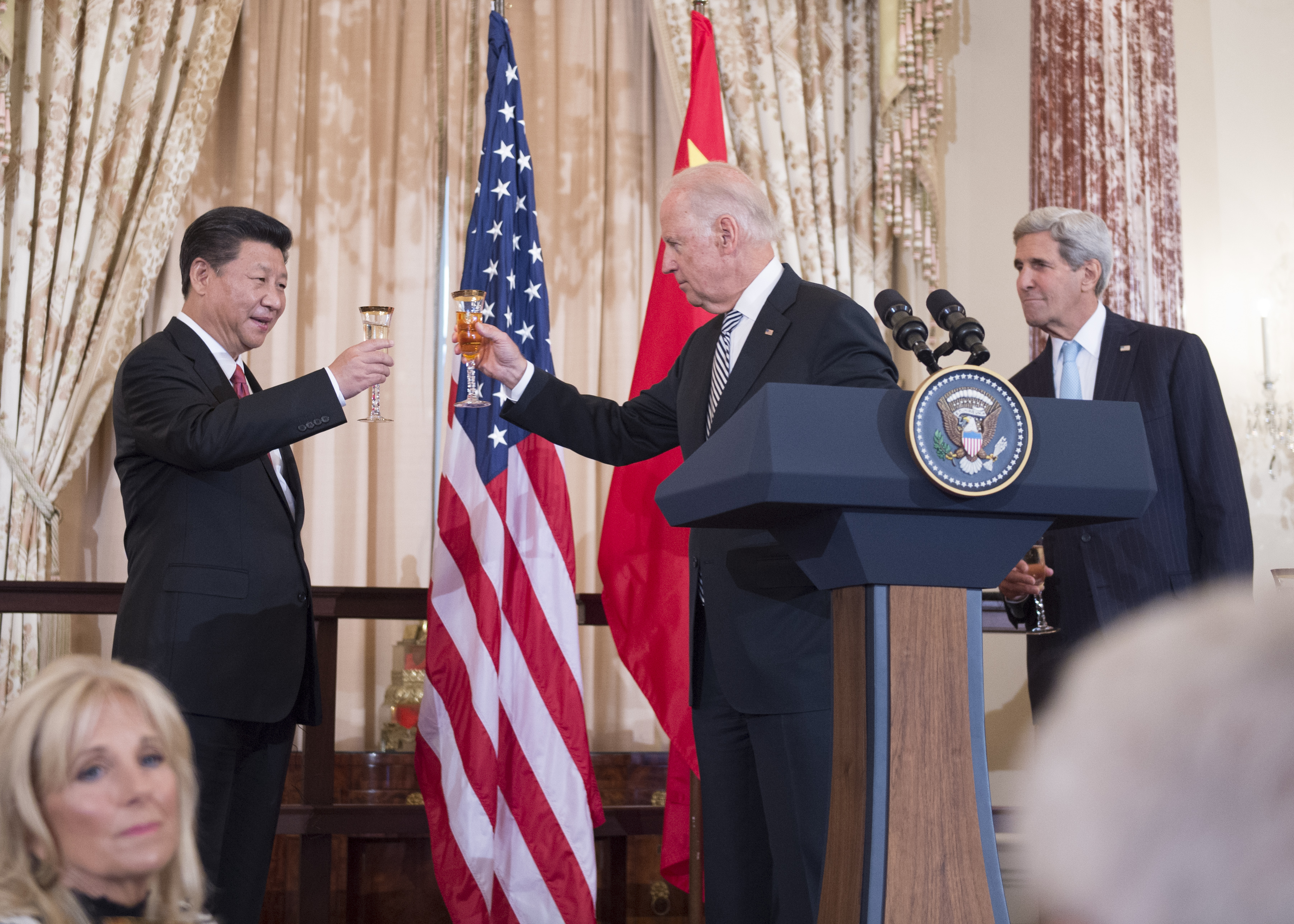
O então Vice-presidente Joe Biden brinda com o Presidente da China Xi Jinping durante almoço oficial, em 2015.

As visitas oficiais e oficiais de trabalho, bem como algumas visitas de Estado lideradas por um presidente, geralmente incluem um almoço no Edifício Harry S. Truman, que será oferecido conjuntamente pelo Vice-presidente e pelo Secretário de Estado dos Estados Unidos; o Presidente não comparece a este evento. Os almoços geralmente seguem à cerimônia de chegada na Casa Branca ou no Pentágono.

### Jantar de Estado

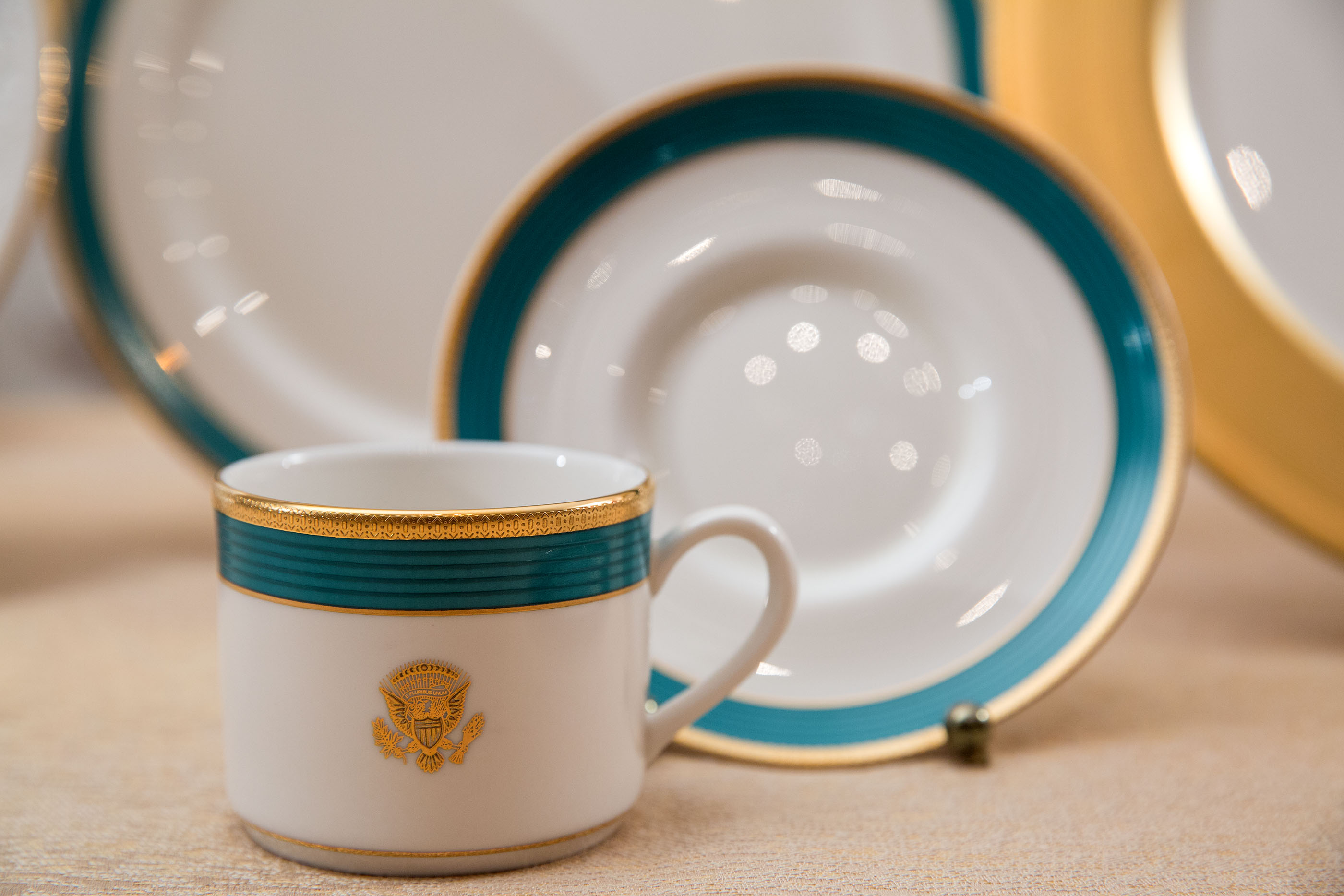
A cada dez anos, a Casa Branca encomenda um conjunto de louça que deve ser utilizado principalmente nos jantares de Estado. Na foto, o conjunto de louça da Administração Obama.

Um jantar de Estado é realizado na Casa Branca na noite após a cerimônia de chegada no caso de visitas de Estado e visitas oficiais. Os jantares são apropriadamente referidos como jantares de Estado, quer ocorram ou não durante uma visita oficial ou de Estado; o nome, neste caso, refere-se ao posto do anfitrião do jantar (o presidente dos Estados Unidos) e não ao visitante.

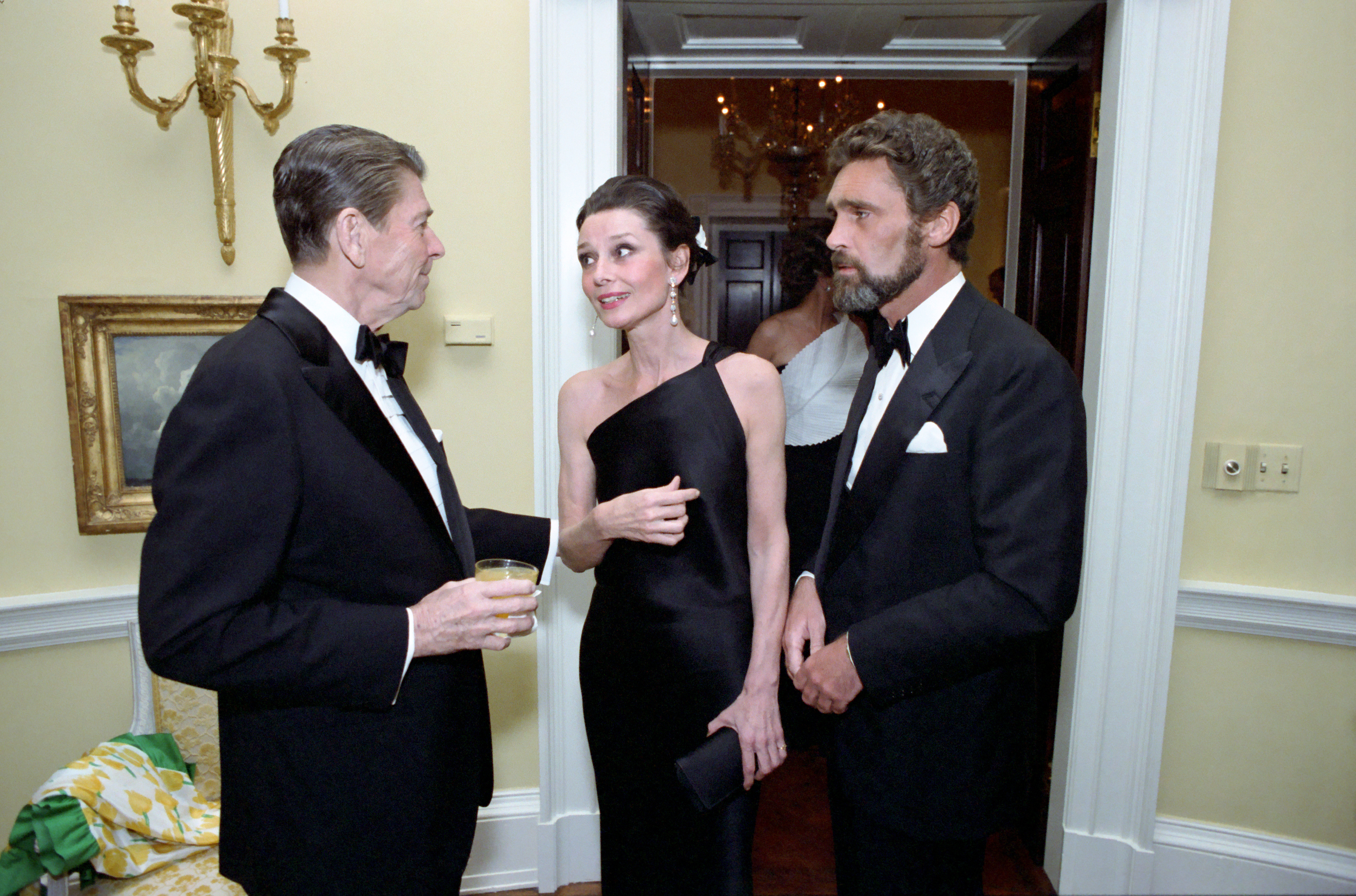
Ronald Reagan e os atores Audrey Hepburn e Robert Wolders em traje de gala para o jantar de Estado com o Príncipe de Gales, em 1981.

O código de vestimenta para jantares de Estado é determinado antecipadamente pelo Secretário Social da Casa Branca em consulta com o Gabinete da Primeira-dama dos Estados Unidos. O protocolo oficial da Casa Branca prevê utilização de black tie (traje formal) ou mess dress) (traje semi-formal) durante os jantares de Estado enquanto as visitas oficiais implicam o uso de casaca. Nestes eventos, ao contrário da maioria dos demais países, o presidente dos Estados Unidos não costuma portar condecorações com exceção das ocasiões em que este recebeu uma condecoração do próprio líder visitante no momento do jantar de Estado. Quando oportuno, os visitantes podem utilizar seus trajes típicos ao invés do traje formal exigido pela ocasião. Líderes de Estados socialistas, como Nikita Khrushchev e Hu Jintao, recusaram-se a usar os trajes de gala recomendados pela Casa Branca.
Os jantares de Estado são normalmente realizados na Sala de Jantar de Estado. Quando a listagem de convidados ao evento excede a capacidade do aposento, o evento pode ser transferido para a Sala Vermelha ou demais aposentos maiores da residência. No entanto, desde a presidência de Barack Obama (2009-2017), os jantares de Estado costumam ser realizados sob uma estrutura provisória montada no Gramado Sul.

#### Ordem de eventos em jantar de Estado
| Evento                | Imagem | Acompanhamento musical | Descrição |
| --------------------- | ------ | ---------------------- | --- |
| Chegada               |        | –                      | O dignitário visitante e seu cônjuge ou acompanhante desembarcam no Pórtico Norte da Casa Branca, onde são recebidos pelo Presidente e pela Primeira-dama dos Estados Unidos. Anteriormente, esta parte do cerimonial era reservado exclusivamente à chefes de Estado visitantes enquanto os chefes de governo eram recebidos pelo Chefe do Cerimonial da Casa Branca e conduzidos ao salão de entrada da residência para, então, o cumprimento ao presidente. |
| Recepção              |        | –                      | O Presidente dos Estados Unidos lidera uma pequena recepção para os convidados na Sala Oval Amarela ou na Sala Azul. Este é um momento de menor formalidade que antecede às solenidades do jantar de Estado propriamente dito e oferece uma oportunidade de maior interação entre as delegações dos países. |
| Entrada do Presidente |        | "Hail, America"        | O Presidente dos Estados Unidos e o dignitário visitante são conduzidos ao pavimento de aposentos de Estado da Casa Branca em uma curta cerimônia de procissão conhecida como "Marcha de Entrada Presidencial". |
| Entrada de convidados |        | –                      | Os convidados são anunciados individualmente por um adido militar e entram na Sala Azul, onde são recebidos e cumprimentados pelo Presidente dos Estados Unidos e pelo líder estrangeiro visitante antes de serem acomodados na Sala de Jantar de Estado. |
| Brinde oficial        |        | –                      | Assim que todos os convidados estão acomodados, a equipe de imprensa da Casa Branca é escoltada até a Sala de Jantar de Estado, onde o Presidente dos Estados Unidos e o líder visitante fazem um pequeno discurso e brindam em honra dos laços diplomáticos de seus países. Este é o último momento do jantar de Estado ao qual a imprensa têm livre acesso. |
| Jantar                |        | –                      | O jantar propriamente dito é servido no conjunto de porcelana da Casa Branca e os menus são individualmente gravados à mão pelo Gabinete de Gráficos e Caligrafia da Casa Branca. Os jantares de Estado e oficiais da Casa Branca são servidos em quatro pratos. Tradicionalmente, as mesas eram separadas por gênero, no entanto, durante as administrações de Jimmy Carter e Barack Obama, os casais podiam sentar-se juntos. |
| Retorno               |        | Variado                | Após apresentação das sobremesas, o Presidente dos Estados Unidos e o dignitário visitante conduzirão uma retirada dos convidados pelo Cross Hall até a Sala Leste da Casa Branca. A Orquestra de Câmara do Corpo de Fuzileiros Navais dos Estados Unidos e outras bandas e orquestras à disposição das Forças Armadas estadunidenses executam uma marcha de retirada. |
| Performance           |        | Variado                | O Presidente recepciona os convidados na Sala Leste para apreciação de um performance musical de aproximadamente 20 a 30 minutos de duração. Na atualidade, este momento do jantar de Estado costuma contar com a performance de um proeminente artista musical norte-americano ou artistas cuja carreira esteja relacionada ao país visitante. Performances relevantes ao longo dos anos incluem as de Kenny Chesney, Frank Sinatra, Yo-Yo Ma, Ne-Yo e Jennifer Hudson. |
| Baile                 |        | Variado                | Após a performance musical, os convidados são conduzidos ao Salão de Entrada da residência, onde vinho espumante costuma ser servido. Conforme política instituída durante a Administração Kennedy, champanhe e outros vinhos estrangeiros não são servidos em eventos oficiais na Casa Branca. Este momento inclui também um baile com acompanhamento em jazz pela Banda da Marinha dos Estados Unidos e pode eventualmente ser suspenso mediante indisposição do dignitário visitante ou caso uma dança social seja inapropriada ao teor da visita, como durante uma visita oficial do Papa Bento XVI em 2008. |